# 関西テレビ放送
関西テレビ放送株式会社（かんさいテレビほうそう、英: Kansai Television Co. Ltd.）は、近畿広域圏 （関西2府4県）を放送対象地域としてテレビジョン放送を行う特定地上基幹放送事業者。 大阪府大阪市北区に本社を置く在阪テレビジョン放送局。
通称は関西テレビ、略称はそれを縮めてKTV（Kansai TV）。愛称はかつての日本語略称「関テレ」をカタカナ表記にした『カンテレ』。コールサインはJODX-DTV（大阪 17ch）。フジテレビ系列（FNN・FNS）の準キー局で、リモコンキーIDはキー局・フジテレビ共々アナログ放送の親局8chから「8」。
フジ・メディア・ホールディングスと阪急阪神ホールディングスの持分法適用会社であり、阪急阪神東宝グループに属している一方、フジサンケイグループには属していない。
コーポレート・スローガンは「超えろ。カンテレ」（2020年2月より使用見合わせ）。ステーション・キャッチコピーは「8ppy（ハッピー）!?カンテレ」。

## 概説
近畿2府4県で地上基幹放送を行っているが、親局送信所のある生駒山から大阪湾・紀伊水道を超えて徳島県へも電波が届いており、フジテレビ系列局の無い徳島県でも視聴者が多い。また、東海テレビ放送エリアの三重県の伊賀地方・東紀州地方南部、岡山放送エリアの香川県東かがわ市・小豆島町、岡山県備前市、高知さんさんテレビエリアの高知県東洋町・室戸市東部でも視聴者がいる。このほか、福井テレビエリアの福井県嶺南（若狭・敦賀）地方、山陰中央テレビエリアの鳥取県東部沿岸部にもごくわずかな直接受信波の視聴エリアもある。更に、東海テレビ放送エリアの三重県の伊賀地方や東紀州地方（熊野市など）では、ケーブルテレビを通じて視聴されている（一部を除く）。
スポーツとの関係については、陸上競技では毎年1月に開催される『大阪国際女子マラソン』は同局が制作局となり（1995年（平成7年）は大会前に阪神・淡路大震災があったため中止）全国放送を実施している。また、1996年（平成8年）からはインターネットによるライブ中継も実施している（国際的なマラソン大会でインターネットによるライブ中継を初めて取り入れたのがこの大会だった）。その一方、ゴルフでは1974年のくずは国際トーナメント（1978年放送終了し1990年に大会も終了）の中継が最初であり、日本のテレビ局ではゴルフ中継への進出が相当に遅かったが、1977年より三菱ギャラントーナメント（現・ACNチャンピオンシップゴルフトーナメント）の中継権を得ている。なお、ゴルフ中継にラウンドリポーター制度を採用した日本で初めての放送局が関西テレビである。
イメージキャラクターについては、1995年（平成7年）から、「ハチエモン」というキャラを採用している。また導入したフルハイビジョン対応大型中継車（三菱ふそう・スーパーグレート）及び中型中継車、マラソン移動中継対応多目的車、音声中継車などにはハチエモンのイラストが描かれている。
2007年（平成19年）4月19日に情報番組『発掘!あるある大事典II』における捏造事件で日本民間放送連盟（民放連）から除名処分を受けていた（詳細は#『発掘!あるある大事典II』における捏造事件を参照）が、2008年（平成20年）4月17日に会員活動停止の制限付きで会員復帰し、同年10月27日に完全復帰を果たした。
同局でCMを放送している学校法人西沢学園経営の関西テレビ電気専門学校や、BS11などで放送されている『演歌百撰』を制作する番組制作会社の関西放送制作との関係は無い。関西テレビの設立母体の1社で、神戸市に本社を置くラジオ関西（CRK）は、後述の愛称統一までは新聞のテレビラジオ欄に共に「関西」と略して書かれた（愛称統一後はCRKだけ「関西」）が、現在は関係が薄い。
2015年（平成27年）3月30日以降に愛称が「カンテレ」に統一、社歌としてシンガーソングライターの槇原敬之の書き下ろしによる『超えろ。』が制定（カンテレにとっては開局以来初の社歌である）、またロゴも変更・統一された（詳細は後述）。『超えろ。』は『ゆうがたLIVE ワンダー』（制定日から2年間放送）や番組宣伝のスポットCMなどにも使われていたが、槇原が不祥事で逮捕された2020年（令和2年）2月13日以降は、放送での使用を見合わせている。
会員制サービス「カンテレfriends」 を展開している。かつては「フジテレビクラブ」と同様の有料会員制だったが、2008年（平成20年）4月から無料に移行した。
1984年10月1日から1987年3月31日までFNNの報道番組は早朝から深夜まですべてタイトルを差し替えて放送していた。1984年9月30日以前も『FNNニュースレポート6:00』『FNNニュースレポート5:30』以外はタイトルを差し替えて放送していた。1987年4月1日から全ネット局で同じタイトルの『FNNニュース工場』が始まり深夜は差し替えが出来なくなった。2025年4月現在は平日夕方の『newsランナー』や年末年始・日曜朝の『カンテレNEWS』とタイトルを差し替えているのみになっている。三重県伊賀地方と熊野市・和歌山県新宮市や滋賀県は中日新聞の販売エリアだが東海テレビとは違い『中日新聞テレビ日曜夕刊』としては放送されていない（2025年4月現在は『FNN Live News イット!』として放送）。
1984年4月2日から2015年3月29日まで31年間流れていたたかしまあきひこ作曲の『FNNニュース』テーマ曲（フジテレビ『産経テレニュースFNN』『FNNニュースレポート23:00』『FNNニュースレポート23:30』『FNNニュース・あすの天気』など）が流れていたのは『FNNニュースレポート6:00』などごくまれなケースのみだった。

## 事業所の所在地
本社
大阪府大阪市北区扇町2丁目1番7号
東京支社
東京都中央区銀座5丁目15番8号 時事通信ビル12階
名古屋支局
愛知県名古屋市東区東桜1丁目14番25号 テレピア13階
この他、上海市にも支局を設置していたり、パリやロサンゼルスに特派員を派遣していたりしており、公式サイトには掲載されていないが、兵庫県神戸市と京都府京都市に報道支局を置いている。神戸・京都ではかつては広告営業も行っていたが、現在は広告営業は本社に集約して報道事業のみの業務となっている。この他奈良県奈良市と和歌山県和歌山市、新宮市、滋賀県大津市、京都府福知山市、兵庫県豊岡市、姫路市、徳島県徳島市、関西空港に報道分室を置いている（滋賀県の報道業務は京都支局が担当）。また過去には岡山県岡山市、広島県広島市、福岡県福岡市にも支局を置いていた。
出典

## 資本構成
企業・団体は当時の名称。出典：

### 概要
筆頭株主のフジ・メディア・ホールディングス（24.9%）と 第2位の阪急阪神ホールディングス（19.1%）の持分法適用会社である。
会社設立ならびに開局準備にあたっては、産業経済新聞社（産経新聞）が免許申請した「関西テレビジョン」と京都新聞社、神戸新聞社、京都放送（KBS京都）、神戸放送（現・ラジオ関西）などが免許申請した「近畿テレビ放送」の2社が統合し、京阪神急行電鉄（現・阪急阪神ホールディングス）が資本に加わって「大関西テレビ放送株式会社」（だいかんさいテレビほうそう）として設立された。開局前に「大」の字を取って「関西テレビ放送」と商号を変更した。
この経緯もあり、設立以来阪急電鉄と、産業経済新聞社創業者の前田久吉一族が大株主であった（久吉長男の前田富雄名義）。その後前田家の株式売却もあって、フジサンケイグループの影響が強まっている。なお、阪急阪神東宝グループの東宝は、フジ・メディア・ホールディングスの筆頭株主 （7.86%）でもあり、関西テレビ自身もフジ・メディア・ホールディングスの2.60%（第6位株主）を所有している。2012年にはフジ・メディア・ホールディングスが株式を追加取得し、持分法適用会社化した。

### 2017年1月1日
| 株主                             | 比率  |
| -------------------------------- | ----- |
| フジ・メディア・ホールディングス | 24.9% |
| 阪急阪神ホールディングス         | 19.1% |

## 沿革

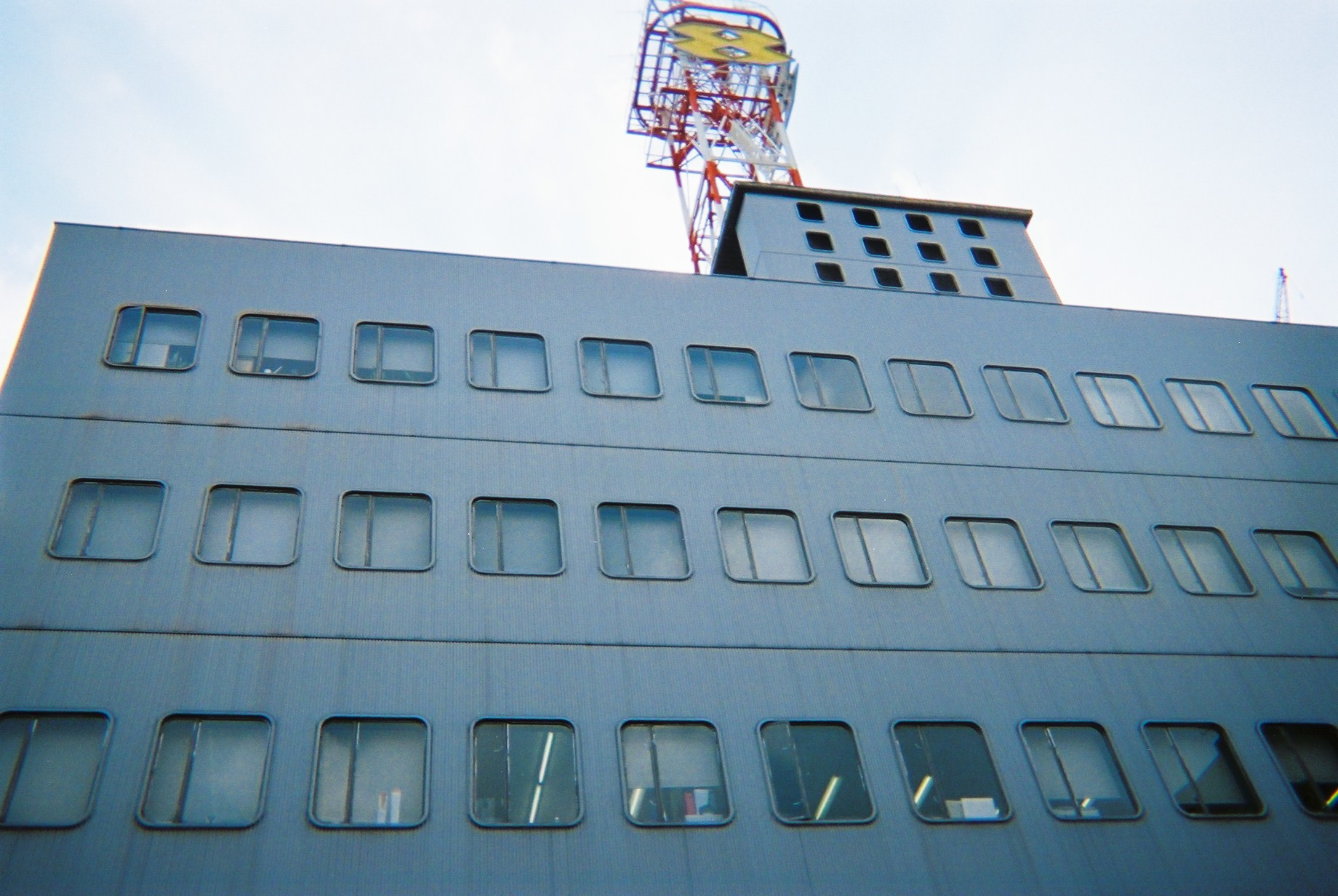
関西テレビ放送の旧本社社屋（大阪市北区西天満6丁目5番17号）。移転後「デジタルエイトビル」として運用。鉄塔に「8」のロゴマークが残っていたが、後に撤去。建物の老朽化により、2011年に閉鎖、その後解体され更地となった。2020年現在は商用駐車場となっている。

### 1950年代
- 1952年（昭和27年）
  - 8月29日 京都放送がテレビ局の免許を申請[17]。
  - 9月1日 テレビ大阪（関西テレビジョン放送の前身。後のテレビ大阪とは別会社）がテレビ局の免許を申請[17]。
  - 10月10日 神戸放送（現:ラジオ関西）がテレビ局の免許を申請[17]。
- 1954年（昭和29年）
  - 12月3日 郵政省、テレビ大阪（後のテレビ大阪とは別会社）・京都放送・神戸放送のテレビ局の免許を拒否[18]。
  - 12月11日 関西テレビジョン放送、テレビ局の免許を申請[18]。
- 1956年（昭和31年）
  - 1月24日 京都放送がテレビ局の免許を再申請[19]。
  - 5月10日 神戸放送がテレビ局の免許を再申請[20]。
  - 12月7日 京都放送と神戸放送がテレビ設立計画を一本化し、近畿テレビとして大阪市にテレビ局の免許を申請[21]。
- 1957年（昭和32年）
  - 6月24日 関西テレビジョン放送と近畿テレビが双方共に提出中の免許申請を取り下げて一本化し、大関西テレビジョン放送として大阪市にテレビ局の免許を申請[22]。
  - 7月8日 郵政省、大関西テレビジョン放送に対し、予備免許を交付（呼出符号:JODX-TV、チャンネル8、映像出力10kW、音声出力5kW）[22]。
  - 7月25日 初の創立準備会を行う[22]。
- 1958年（昭和33年）
  - 2月1日 京阪神急行電鉄（現：阪急阪神ホールディングス）や産業経済新聞社、京都新聞社、京都放送、神戸新聞社、神戸放送（現:ラジオ関西）などが出資し、大関西テレビ放送を設立[23]。
  - 3月1日 生駒送信所の起工式を施行[23]。
  - 3月13日 本社、スタジオの起工式を施行[23]。
  - 4月21日 東京支社を開設[24]。
  - 7月5日 関西テレビ放送に社名変更[24]。
  - 8月7日 生駒送信所のアンテナ工事が完了[24]。
  - 9月1日 本社系列会社として、関西テレビニュースを設立[24]。
  - 9月14日 生駒送信所の送信機火入れ式を施行[24]。
  - 10月4日 1号テレビ中継車・電源車が完成、本社に到着・納入[25]。
  - 10月7日 初の試験電波を発射（17時40分から30分間）[25]。
  - 10月10日
    - 本社スタジオ建築落成、修祓式を施行[25]。
    - テストパターン（音楽:ベートーヴェン作曲 交響曲第8番）を放送[25]。

  - 10月13日 近畿電波管理局（現:近畿総合通信局）の落成検査が開始[25]。
  - 10月15日 京都府京都市中京区にある先斗町歌舞練場の「鴨川おどり」の中継リハーサルにて、中継車が初出動[25]。
  - 10月30日 近畿電波管理局の落成検査に合格、郵政省からテレビジョン放送局の本免許を取得[25]。
  - 11月1日 試験放送を開始[25]。
  - 11月2日 米アンペックス社製の2インチVTRが納入される[25]。
  - 11月4日 郵政省に、カラーテレビ放送の実用化試験局の免許を申請[25]。
  - 11月6日 ラジオ東京テレビ（当時、現:TBSテレビ）からの同時ネット番組『大洋劇場』にて、自社初のCM入り番組を放送[25]。
  - 11月22日 開局、本放送を開始[25]（大阪の民放として3局目）。
    - 開局当日は、16:30 - 21:55に渡り放送。最初の番組は、関西テレビの社内の裏側を紹介する特別番組『これがコマーシャルだ』〔作・演出：三木鶏郎〕を放送。開局当日の最後の番組は21:45 - 21:55の『KTVニュース』であった。
    - なお、このときの民放テレビ局の数は東京が2局[注釈 7]、大阪が3局であった。

  - 11月23日 開局記念番組として、「開局記念音楽会『巌本真理・井口基成・桐朋学園オーケストラ』を、大阪・産経会館から13時から2時間に渡り中継[25]。
  - 12月27日 京都放送（ラジオ京都）、神戸放送、大阪放送（ラジオ大阪）と共同で、ステレオ実験放送を行う[25]。
- 1959年（昭和34年）
  - 1月18日 この日の蔵前国技館で開催の「大相撲初場所」の8日目にて、初の大相撲本場所中継を行う（千秋楽まで放送）[26]。
  - 3月1日 この日開局したフジテレビジョン（CX）と九州朝日放送（KBC）、そして前年12月25日に開局した東海テレビ放送（THK）との4社間で番組交換協定を締結[26]。
    - しかしこの時、自社で放送を予定していたフジテレビの12本の番組が他の在版3局（この日開局した毎日放送テレビも含む）へ流れてしまう[27]。

  - 3月7日 自社の音楽番組『わたしたちの音楽会』放送開始[26]。
  - 3月8日 この年の「大相撲春場所」（於:大阪府立体育会館）の初日で、自社初の実況中継放送（千秋楽の22日まで放送）[26]。
  - 3月29日 この日の阪神競馬場で開催の中央競馬の重賞レース「桜花賞」にて、自社初の競馬実況放送[26]。
  - 5月5日 自社の子供の日特番『テレビ海底をゆく』を生中継放送。和歌山県の衣奈沖から、潜水艇「白鯨号」と水中カメラ「KTVマリン」で海底の生態を探る内容で、ここで民放テレビ初の海底・水中からの生中継に成功する。これが翌年4月21～2日に大阪市で開催された「第8回民放大会」で、この回から設立された技術部門で奨励賞を受賞[28]。
  - 5月28日 淡路島洲本公園に、街頭テレビを贈る[29]。
  - 6月23日 CX・KTV・THK・KBCの4局ネット協定が正式に成立[29]。
  - 7月1日 カラーテレビ実験局開設の免許を申請[29]。
  - 7月17日 報道番組『祇園まつり』を、京都市から実況中継[29]。
  - 25～26日 日米水上大会を、大阪プールから独占中継[29]。
  - 7月28日 「プロ野球オールスター第1戦」を、阪急西宮球場から同ゲーム自社初放送[29]。
  - 8月1日 名古屋支社開設[29]。
  - 9月3日 自社の連続テレビドラマ『佐々やんの現代胸算用 ぼろくち物語』放送開始（ - 1961年12月28日、全122回）[30][31]。
  - 9月18日 プロボクシング・ウェルター級「ラモン・ゴメツ 対 山口養治」戦を、大阪府立大手前会館から、自社初のボクシング実況中継放送[30]。
  - 10月17日 第14回文化庁芸術祭に自社初参加のドラマ『あきのひとならば』を放送[30]。
  - 11月5日 プロボクシング・世界フライ級タイトルマッチ「パスカル・ペレス 対 矢尾板貞雄」戦を、大阪プール（特設リング）から実況中継。自社調査で75.9%の驚異的視聴率を記録[30]。
  - 12月30日 自社年末特別報道番組『さようなら日本・ことし最後の移民船』を、神戸港第4突堤から実況中継[30]。

### 1960年代
- 1960年（昭和35年）
  - 2月3日 2色カラーテレビの実験発表[32]。
  - 3月18日 自社主催の西ドイツ（当時）の『ズーベッツ空中サーカス』を、大阪城から中継[32]。
  - 3月27日 ラジオ局のラジオ関西・京都放送（ラジオ京都）[注釈 8]・大阪放送（ラジオ大阪）とコラボして、テレビとラジオのコラボによる立体放送ドラマ「ステラマ」（ステレオ・ドラマを短くしたことば）の第1回作品『コルトを持った男』を放送[33]。
  - 10月27日 第15回芸術祭参加の自社ドラマ『御寮人さん』を放送、同芸術祭奨励賞を受賞[34][35]。
  - 11月26日 フジテレビ系『夜の十時劇場』にて、第15回芸術祭参加の自社制作ドラマ『青春の深き渕より』を放送、同芸術祭賞（グランプリ）を初受賞[35][36]。
- 1961年（昭和36年）
  - 1月9日
    - 午後の放送時間を延長[37]。
    - フジテレビ『タワーバラエティ』、『テレビ名画座』のネット放送を開始[37]。

  - 4月1日 早朝放送を開始[38]。
  - 7月3日 阪神競馬場から、KTV杯宝塚記念レースを実況中継[39]。
  - 8月23日 徳島から阿波踊りを実況中継（翌日まで）[39]。
  - 10月23日 第4スタジオ完成、火入れ式を行う。翌日から使用開始[40]。
  - 11月12日 開局3周年記念特別番組として、米第7艦隊の演習を取材した自社制作のドキュメンタリー番組『米第7艦隊』放送[40]（フジテレビは遅れネットの23日放送[41]）。
  - 11月26日 第16回芸術祭参加の自社制作ドラマ『選挙参謀』を放送、同芸術祭奨励賞を受賞[40][42]。翌年1月20日には、中央公明選挙連盟に、この番組のキネコ版が100本納入され、全国各地で上映される[43]。
- 1962年（昭和37年）
  - 7月3日 自社協賛の「週刊サンケイ創刊10周年記念 テレビドラマ脚本募集」の入賞作の1つ『機業地の女』が、『泉州の女』と改題し自社制作のドラマとして、フジテレビ系『シャープ火曜劇場』枠にて放送[44][45]。
  - 7月22日 自社制作の報道特別番組『日本をつくる・白い動脈―名神高速道路』放送[44]。
- 1964年（昭和39年）
  - 7月1日 新デザインによる社名・社章・社旗（8マーク）を制定（グラフィックデザイナー・早川良雄の作品[注釈 9]）、使用開始[46]。
  - 8月26日 カラーテレビ試験放送を開始[47]。
  - 9月7日 この日から放送開始のフジテレビからの同時ネット番組、外国カラーテレビ映画番組『海底大戦争 スティングレイ』にて、フジテレビ・東海テレビ放送と同時にカラーテレビ本放送を開始（関西では3番目。当初カラー放送はネット受けのみ。）[47]。
  - 10月1日 九州朝日放送から変更しテレビ西日本とネット協定を結ぶ。
- 1966年（昭和41年）
  - 10月3日 ニュースネットワーク組織フジニュースネットワーク（FNN）が成立。
  - 12月3日 『ハイ!土曜日です』放送開始。
- 1967年（昭和42年）
  - 1月19日 自社送出による初のカラー試験放送を行う（午前1時から24分間の番組『世界をあなたに』）[48]。
  - 3月10日 自社送出初の本格的なカラー番組「海外取材報道番組『ヨーロッパの横断歩道』」放送開始（4回シリーズ）[49]。
  - 4月5日 自社制作の全国ネットレギュラー番組では、初のカラー番組となる『仮面の忍者 赤影』が放送開始（翌年の3月27日まで）。
  - 7月14日 アンペックス社製の2インチハイバンドカラーVTRを2台導入、火入れ式を実施[50]。
  - 7月26日 フィリップス社製のプランビコン式スタジオカラーカメラ4台を積載した、カラー中継車を導入、火入れ式を実施[51]。
  - 9月20日 自社の第2スタジオのカラー施設工事が完了、火入れ式を実施。これにより、本社でのカラー放送への体制が整う[52]。
  - 10月11日 この日の11時45分からの『KTVニュース』で、実験的にニュースの初カラー放送を行う（一部内容のみ）[53]。
  - 10月21日 この日西宮球場で開催のプロ野球日本シリーズ「阪急 対 巨人」の第1戦にて、カラー中継車を初稼働。全国30局ネットでカラー独占生中継（同月22日の第2戦（全国10局ネット）、28日の第6戦（全国22局ネット）も同球場からカラー生中継）[53]。
  - 11月12日 「競馬中継」で、この日の京都競馬場からの「第28回菊花賞」の中継にて、競馬での自社制作に於ける、初のカラー放送を行う[54][55]。
  - 11月28日 自社の第2スタジオで収録した初のスタジオカラーカメラによる制作番組の単発カラードラマ『そしてあしたは』（昭和42年度芸術祭参加番組）を放送[56]。
- 1969年（昭和44年）
  - 4月 自社制作に於いての「競馬中継」が、完全カラー化される。　
  - 10月1日 ネットワーク組織FNS発足。21社。

### 1970年代
- 1970年（昭和45年）4月 フジネットワーク（FNS）確立。27社。
- 1971年（昭和46年）12月24日 『わいわいワイド』の公開収録会場（大阪SABホール）で雑踏事故が発生。
- 1973年（昭和48年）
  - 10月2日 ドラマ『どてらい男』放送開始。
  - 10月7日 『パンチDEデート』放送開始。
- 1975年（昭和50年）1月 『ノックは無用!』放送開始。
- 1978年（昭和53年）
  - 10月1日 『花の新婚!カンピューター作戦』放送開始。
  - 10月2日 平日夕方の、関西ローカルワイドニュース番組『アタック630』放送開始。
  - 10月20日 音声多重放送の実用化試験局の予備免許を取得[57][58][注釈 10]。
  - 11月22日 開局20周年。
- 1979年（昭和54年）
  - 1月3日 音声多重放送（実用化試験放送）開始[59][注釈 11]。
  - 1月6日 この日放送の自社制作番組『ザ・タカラヅカ』にて、初のステレオ放送番組を放映[60][注釈 12]。
  - 3月14日 開局20周年記念事業の一環としてジェラルド・R・フォードを招聘。
  - 4月8日 自社制作の『競馬中継』に於いて、競馬中継初のステレオ放送を実施[61][注釈 13]。
  - 10月7日 『花王名人劇場』放送開始。

### 1980年代
- 1985年（昭和60年）4月8日 『さんまのまんま』放送開始。
- 1986年（昭和61年）11月 文字多重放送（JODX-TCM）開始。
- 1987年（昭和62年）1月17日 映画『首都消失』封切。

### 1990年代
- 1992年（平成4年）3月 東京都世田谷区砧5丁目にレモンスタジオ開設。
- 1993年（平成5年）
  - 10月4日 『痛快!エブリデイ』放送開始。
- 1994年（平成6年）1月15日 『たかじん胸いっぱい』（『胸いっぱいサミット!』の前身）放送開始。
- 1995年（平成7年）
  - 1月17日 この日午前5時46分に発生した阪神・淡路大震災で1月19日までの3日間、通常番組を全面休止し、CMなしの長時間による報道特別番組を放送。
  - 8月8日 マスコットキャラクター「ハチエモン」誕生。
- 1997年（平成9年）10月1日 本社を大阪市北区西天満6丁目から同区扇町2丁目のキッズプラザ大阪内の扇町キッズパークへ移転。これにより、北区に移転したテレビ局は毎日放送に続く2番目となる。旧社屋は関連会社が入居したうえで、デジタルエイトビルとして残されたが2011年に老朽化のため閉鎖された。
- 1998年（平成10年）11月1日 CSテレビ放送の京都チャンネル（後の関西テレビ☆京都チャンネル）が本放送を開始。

### 2000年代
- 2003年（平成15年）12月1日 午前11時 地上波デジタル放送（JODX-DTV、17ch）が開始。リモコンキーIDは在阪広域4局揃ってアナログ親局を引き継ぎ「8」。フジテレビジョンも同じ理由から「8」で、キー局と同じ理由で同じリモコンキーIDを獲得した唯一の広域テレビ局となった[注釈 14]。
- 2006年（平成18年）
  - 3月28日 『たかじん胸いっぱい』における人権侵害に於いてBRC（現：BPO）から勧告処分を受ける（日本のバラエティ番組では初の事例）。
  - 4月1日 地上波デジタル放送のワンセグが開始。
- 2007年（平成19年）4月19日 日本民間放送連盟から除名（『発掘!あるある大事典II』における捏造事件を参照）。
- 2008年（平成20年）
  - 4月17日 民放連に再入会（ただし、暫くの間は会員活動停止の扱いを受けていたが、2008年（平成20年）10月27日に活動停止の措置が解除された）。
  - 9月1日 扇町キッズパークの土地・建物を大阪市から譲り受ける。
- 2009年（平成21年）
  - 4月30日 関西テレビ☆京都チャンネルが放送終了し、衛星放送事業から撤退。
  - 7月14日 アナログ・デジタル統合の主調整室設備（マスター）が運用開始。またメーカーもパナソニック製から東芝製に変更された。同時に、論理チャンネル番号「083」の使用を開始した。

### 2010年代
- 2010年（平成22年）7月5日 NHKと日本民間放送連盟の申し合わせにより、地上デジタル放送への完全移行を前提として地上アナログ放送の全番組をレターボックス放送に統一（画角4:3サイズで制作されたCMは除く）。
- 2011年（平成23年）7月24日 この日正午をもって地上アナログ放送の通常放送が終了し、23時59分59秒に完全停波。地上デジタル放送に完全移行。
- 2012年（平成24年）6月6日 フジ・メディア・ホールディングスが株式を追加取得して同社の持分法適用関連会社に。
- 2013年（平成25年）
  - 11月1日 本社が入居する扇町キッズパークが名称を「関テレ扇町スクエア」に変更
  - 12月4日 エリア放送地上一般放送局免許を取得[62]
- 2015年（平成27年）3月30日 統一呼称「カンテレ」ならびに新ロゴマーク「8 カンテレ」使用開始。制作局クレジット、新聞やテレビ情報誌[注釈 15] のテレビ欄表記も「関西テレビ」から「カンテレ」（ただし、『とくダネ!』等の制作協力局のクレジットロゴは、2015年4月以降も、2021年3月26日の同番組の終了までは、旧「関西テレビ」ロゴを使用。）に、また会社設立以来初となる社歌として大阪府出身のシンガーソングライター・槇原敬之の作詞・作曲・歌による楽曲『超えろ。』も併せて発表された[注釈 16]。
- 2016年（平成28年）7月 本社屋上の鉄塔のロゴマークを「8 KTV」（旧ロゴ）から「8 カンテレ」（現ロゴ）に付け替える工事に着手。同年9月1日までに完了[注釈 17]。
- 2018年（平成30年）
  - 2月1日 創立60周年。スローガンを「8ppy!?カンテレ」に変更する。
  - 7月 英文社名をKansai Telecasting CorporationからKansai Television Co. Ltd.に変更。

### 2020年代
- 2021年（令和3年）
  - 1月23日 8K/HDRオリジナル作品『つくるということ』『Three Trees』が、民放制作作品で初めて「NHK BS8K」で放送[63]。
  - 2月24日 地上一般放送局を廃止[64]。
- 2022年（令和4年）
  - 11月 13年ぶりとなるマスター更新を実施[65]。

## 社史・記念誌
関西テレビでは、以下の4冊を発行している（2010年（平成22年）4月時点）。
- 『関西テレビ放送10年史』関西テレビ放送株式会社総務局社史編集室、1968年12月1日、772頁。[66]。
- 『関西テレビ放送30年史』関西テレビ放送、1989年3月、214頁。[67]。
- 『関西テレビ放送50年史』関西テレビ放送、2009年3月、271頁。
- 『関西テレビ放送50年 資料編』関西テレビ放送、2009年3月、106頁。

## ネットワークの移り変わり
- 1958年（昭和33年）11月22日 近畿地方で3局目の民放テレビ局として開局。キー局を持たずに開局したため自社制作番組を中心とした編成であったが、大阪テレビ放送（現・朝日放送テレビ）の番組編成から漏れたラジオ東京（現・TBSテレビ）のテレビ番組も一部ネットされていた。なお、ニュースは共同テレビジョンニュース社制作のものを購入していたため、開局前のフジテレビから送り出し（事実上裏送り）を受けて放送していた。このため、この局の開局からフジテレビが開局するまでは、「独立局」とみなすことがあった。
- 1959年（昭和34年）3月1日 キー局のフジテレビが開局。同局の番組を中心とした番組編成になる。フジテレビ・東海テレビ・九州朝日放送の3社と共に「番組交流に関する協定書」を締結する。しかし、一部のフジテレビ制作番組は毎日放送（MBSテレビ）にネットされ、MBSテレビ制作の番組もまた一部フジテレビに逆ネットされるなど、複雑なネットワークになっていた[注釈 18]。
- 1960年（昭和35年）2月1日 JNN基幹5社の「5社協定」が発足したことに伴い、ラジオ東京のテレビ番組は朝日放送テレビに移行（当時朝日放送テレビはJNNに加盟）、MBSテレビにネットされていたフジテレビの番組が移行し、以降一貫して番組全般はフジテレビとなる。
- 1964年（昭和39年）10月1日 福岡地区のネット局が九州朝日放送からテレビ西日本に変更。フジテレビ・東海テレビ・テレビ西日本と共に「ネットワークに関する業務協定」（4社業務提携）を締結する。
- 1966年（昭和41年）10月3日 FNN発足と同時に加盟。
- 1969年（昭和44年）10月1日 FNS発足と同時に加盟。
- 2007年（平成19年）4月19日 『発掘!あるある大事典II』における捏造事件で日本民間放送連盟から除名される。一方、会員資格停止については、「全国放送番組で起こった事件であり、先に受けた総務省からの警告処分を放送した全局で受けたものと認識して再生・信頼回復に努めるべき」との判断から見送られた。

## キャッチコピー
- 明るく楽しい関西テレビ（昭和40年代）
- チャンネルそのまま8チャンネル（1975年〈昭和50年〉4月 - 1994年〈平成6年〉。当時毎日放送と朝日放送〈現：朝日放送テレビ〉のネットチェンジがあったため、関西テレビは今まで通りのネットワークであることをPRした）
- Dash（1994年〈平成6年〉）
- ピーチクパークステーション（1995年〈平成7年〉 10月 - 1997年〈平成9年〉9月）
- カンテーレ（1997年〈平成9年〉4月 - 2015年〈平成27年〉3月）
- デジタルで伝えたい関西がある（2003年〈平成15年〉12月 -　。地上デジタル放送の開始により、デジタル放送のみのオープニング・クロージングのID映像でこのコピーを使用。2010年〈平成22年〉7月5日からはアナログでも使用開始）
- 超えろ。カンテレ（2015年〈平成27年〉3月 - 2020年〈令和2年〉2月）
- カンテレ見たろっ（2016年〈平成28年〉4月 - 9月、当時放送されていた『ニッポンのぞき見太郎 あなたは多数派?少数派?』に擬えている）
- カンテレ変えてみた（2016年〈平成28年〉10月 - 2017年〈平成29年〉3月）
- “実”はカンテレ（2017年〈平成29年〉4月 - ）
- ゲツドラ カッバラ（2021年〈令和3年〉9月 - ）

## 番組一覧
- ニュース番組：『カンテレNEWS』や『newsランナー』などは報道局・報道部が制作。
- 情報番組：『よ〜いドン!』『土曜はナニする!?』『旬感LIVE とれたてっ!』『LIVEコネクト!』などは制作局・制作部／情報制作部が制作。
- スポーツ番組：『野球道』『KEIBA BEAT』『うまんちゅ』『Jリーグ中継』（スカパー!・日本プロサッカーリーグからの委託でセレッソ大阪主催試合の中継担当）などをスポーツ部が制作。
- バラエティ番組(全国ネット版)：東京支社・制作部が制作。主に『火曜は全力!華大さんと千鳥くん』など。
- バラエティ番組(ローカル版)：制作局・制作部が制作。主に『ちゃちゃ入れマンデー』『やすとも・友近のキメツケ!※あくまで個人の感想です』『ちまたのジョーシキちゃん』など。
- ドラマ：東京支社・制作部が制作。主に『月10ドラマ』『火ドラ★イレブン』など。

## 番組編成の特色・緊急時の対応など

### 全国ネット番組
FNSの準キー局として、定時の全国ネット番組を複数制作・放送している。現在は、月曜22時台の『月曜22時枠の連続ドラマ』、火曜22時台の『火曜は全力!華大さんと千鳥くん』、火曜23時台前半の『火ドラ★イレブン』、土曜8時30分から10時25分までの『土曜はナニする!?』の4つがあり、日曜20時54分から23時09分までの『Mr.サンデー』をフジテレビとの共同制作で行っている（関西テレビはフジテレビと共同でスポンサーセールスを担当）。ほとんどの番組は東京支社が制作を担当しており、単独制作番組は主に東京メディアシティ内にあるレモンスタジオで収録が行われているが、『土曜はナニする!?』のみ大阪本社のスタジオから生放送されている。
2007年1月まで日曜21時枠にも全国ネットの枠を持っていたが、放送していた『発掘!あるある大事典II』における捏造事件が発覚し、番組が打ち切られたため、同年4月からはフジテレビに制作枠を返上している。
2015年4月の改編で火曜21時枠がフジテレビから移管され、火曜21時から23時半までの2時間半にわたり関西テレビ制作の全国ネット番組が並ぶことになった。特に、火曜日の関西ローカルでは、16時45分から23時半にかけてのほとんど を関西テレビ制作の番組が集中することとなる。更に、2016年10月の改編で、当局制作のドラマ枠（火10→火9）はバラエティ枠（火9→火10）と交換されていた。2021年10月の改編で後述にも記載しているが当局制作のドラマ枠（火9→月10）はバラエティ枠（月10→火9）と交換。また、2017年2月28日および2018年3月6日には『R-1ぐらんぷり』が放送され、その日の火曜ゴールデン・プライム帯は全て関西テレビ制作の全国ネット番組が独占したことになる。
日曜 16:05 - 17:20の特番枠でも関西テレビ制作・全国ネットの単発バラエティ番組が年数回に渡り放送されており、同局が主催するACNチャンピオンシップゴルフ最終日の中継もこの時間帯で行われている。特別番組は改編期中に自社が担当している火曜22時枠を中心に放送されるケースもある。
また、毎年1月2日22:00 - 23:30、1月3日14:30 - 16:00に関西テレビ制作・全国ネット単発バラエティ番組を放送している。
2017年1月から月曜22時台は、関西テレビ・フジテレビ共同制作の『SMAP×SMAP』の次番組として、『ちょっとザワつくイメージ調査 もしかしてズレてる?』が開始したため、関西テレビ東京支社の単独制作枠となった。
2022年10月からは、全国向けの番組に限り、2024年10月からは関西ローカル番組でも「提供」文字の表示が無くなり、白いすかしの絨毯上で企業カラーの表示に移行した。
2024年10月改編で火曜21時枠が再びフジテレビ制作のドラマ枠となり、本局単独制作によるプライム帯の全国ネット枠は月・火曜22時台の2枠となる。
また、準キー局で唯一全国ネットのアニメ枠が存在しない。

#### 火曜22時枠→火曜21時枠→月曜22時枠ドラマ
このドラマ枠は1965年（昭和40年）10月の『京の川』（中村玉緒主演）から始まり、1985年10月から10年半の中断を経て1996年4月に復活した関西テレビ伝統の枠である。主なヒット作は『GTO』、『僕の生きる道』、『僕と彼女と彼女の生きる道』、『アットホーム・ダッド』、『鬼嫁日記』、『アンフェア』、『結婚できない男』、『チーム・バチスタシリーズ』などがある。連続ドラマは東京支社制作部が企画し、外部の制作プロダクション（フジテレビを傘下に置くフジ・メディア・ホールディングスの子会社である共同テレビや、MMJ、ホリプロが制作する作品が大半を占めている）に委託して制作されているが、2005年（平成17年）夏季の『がんばっていきまっしょい』は監督・スタッフなどを関西テレビの従業員のみで構成し、26年ぶりに完全自社制作によって制作された。近畿圏の広域局では過去、プライムタイム枠で全国ネットの連続ドラマ枠があったが、21世紀以降は時期によって関西テレビだけとなることがある。前述の通り、2016年10月改編で火曜22時枠から火曜21時枠に移動し、その後2021年10月改編で月曜22時のバラエティ枠と交換する形で月曜22時台に移動した。月曜22時にドラマ枠が設置されるのは1996年3月以来25年半ぶりである。2023年4月改編からは、火曜23時台前半にドラマ枠が新設。同局の連続ドラマ枠は既存の『月10ドラマ』との2本体制となる。

### ローカル編成
火曜の19時台及び20時台にはそれぞれ『ちゃちゃ入れマンデー』、『やすとも・友近のキメツケ!※あくまで個人の感想です』などのローカルバラエティ番組を編成している。そのため、フジテレビ等一部地域で同時間帯に放送されている『今夜はナゾトレ』（19時台）と『カスペ』（20時台）のネットには消極的となっており、19時台と20時台に特番が放送される場合でも上述のローカルバラエティ番組を優先する都合上、未放送（実質上はネット返上扱い）となるケースがあるが、稀に視聴者保護の観点から数日後（最短でも4日後の土曜午後の時間帯）に遅れネットで放送される事例もある。この他、長時間番組（主に改編期の特番）が編成される場合でも21時からの短縮版（生放送の場合は途中飛び乗り）となる場合があり（一部例外あり）、また両方ともローカル枠のため2時間のローカルバラエティ番組を編成する場合がある。ただし、スポーツ中継が組まれる時はネットワークセールスとなることが多いため、ローカルバラエティ番組を休止してスポーツ中継を優先している。
1990年代以降、準キー局はやしきたかじんと上沼恵美子の冠番組を編成することが多くなったが、関西テレビは土曜日昼に『たかじん胸いっぱい』、金曜の19時台に『快傑えみちゃんねる』の2番組を放送しており、いずれも20年以上続く人気番組となった。しかし新型コロナウイルス感染症の流行に伴う収益悪化もあり、2021年3月までに両番組は終了し、長らく自社制作が続いていたローカル枠も返上した。後番組については前者は自社編成枠、後者は『坂上どうぶつ王国』（フジテレビ制作）としていたが、2021年11月より金曜19時台にて『ちまたのジョーシキちゃん』が放送されている。
また、木曜深夜（金曜未明）に、関西ローカルの自社制作ドラマを放送することもある。かつては火曜深夜（水曜未明）にも自社制作ドラマを放送していた。
なお、過去には関西テレビ側でも、クロスネット局の編成に対応するために月曜夜10時枠の連続ドラマの90分拡大版を1時間に編集したものを裏送りしたことがあった。
昭和末期までは、阪急ブレーブス主催試合の優先的中継、ミニ番組『ブレーブスリポート』、宝塚歌劇舞台中継、阪急グループ単独提供、宝塚映像制作のドラマ枠など、「阪急系のテレビ局」という色合いがそこかしこにうかがえたが、現在はそうした傾向はやや弱まっている。ただし、阪急・阪神経営統合以降は阪神タイガースの主催試合の中継が増える傾向にある。

### テレビアニメ
テレビアニメに関しては、元々キー局であるフジテレビの制作本数が多かったため、積極的に制作に関与している毎日放送・朝日放送テレビ・読売テレビと比べると実績では大きく水をあけられており（テレビアニメの制作に参入したのは1973年で、在阪広域4局では最後発だった）、全日帯全国ネット枠を担当したのは1970年代の『ワンサくん』と『ゼロテスター』の2作品のみであり、在阪局で唯一継続的にテレビアニメの全国ネットレギュラー担当枠を受け持った経験が無い。しかも当時は民放が4局以上の地域が少なかったため、クロスネット局（日本テレビの番組の同時ネットを優先した広島テレビなど）や、同地域内の先発または後発の競合他系列局（『ゼロテスター』における山口放送やフジテレビ系離脱後の福島中央テレビなど）、系列局不在地域の他系列局などへの遅れネットや、系列内外を問わずの本放送終了後の再放送に準じた扱いの番販購入での初回放送（『ワンサくん』における福島テレビなど）も多く、同時ネット局が少なかった。
ただ深夜アニメに関しては、2003年に製作された『ギルガメッシュ』がFNS系列局全局ネットを果たした（2024年9月まではFNS系列深夜アニメとしては唯一の事例だった）ほか、その後も金曜未明（木曜深夜）に放送の『ノイタミナ』枠の『四月は君の嘘』『冴えない彼女の育てかた』シリーズ、および『暗殺教室』シリーズ（BSフジも参加）ではすべてフジテレビと共同で製作委員会に参加している。そのほか、UHFアニメに関しても2000年代半ばから後半にかけて週1枠ネットしていた時期があったが、2016年10月より本局としては7年ぶりとなる『刀剣乱舞-花丸-』のネットを皮切りに、2017年4月期には『覆面系ノイズ』（BSフジと共同）と『サクラダリセット』の製作委員会に参加、『ウマ娘 プリティーダービー』シリーズにも参加するなど、次第にテレビアニメの製作実績を増やしている。
「部屋を明るくしてテレビから離れて見る」テロップは2019年までは全日時間帯において表示していたが、2022年10月現在は表示していない（フジテレビのネット受けを除く）。

### その他
夜間から早朝にかけて緊急事態が発生することに備えて、宿直勤務制度を実施。ニュース担当のアナウンサー（1名）と、制作・技術・報道部門のスタッフ数名が、毎日交代で本社内へ泊まり込んでいる。深夜（22時台）から早朝（7時台）にかけて放送される近畿地方および三重・徳島・福井の3県向け天気予報（フジテレビ制作・全国ネット向け番組への内包分を含む）では、宿直勤務のアナウンサーが放送上顔を出さずに、字幕付き映像の放送と同時に原稿を読んでいる。
大災害等により東京・台場のフジテレビ本社『FCGビル』が機能不能になった場合において、当局より全国ネット放送及び関東ローカル放送を行う旨の合意が両社で行われており、過去に首都直下型地震や南海トラフ巨大地震を想定した訓練が行われている。詳細はフジニュースネットワーク#災害時の対応を参照のこと。

このほか、当局をはじめとするクロスネット2局含めたFNN / FNS系列28社はACジャパン（旧・公共広告機構）の正会員企業の一つであり、上述の自然災害が発生した場合や不祥事が発生した場合などに同団体のCMが放映される。
フジサンケイグループの関連会社であるフジテレビやラジオ大阪（OBC）との間で、アナウンサーの交流企画（レギュラー番組への出向など）を実施することがある。フジテレビとの間では、桑原征平が1985年4月から『おはよう!ナイスデイ』の司会を（東京支社からの出向扱いで）2年間担当したほか、関西テレビ制作の番組でフジテレビのアナウンサーがアシスタントを務めることもあった。ラジオ単営局であるラジオ大阪との間では、1976年度にアナウンサーの相互番組出向企画を実施（桑原が関西テレビ・水本貴士がラジオ大阪から生放送番組へ出向）。2021年度（2021年4月 - 2022年3月）にラジオ大阪で月・火曜日の深夜に放送されていた『カンテら!』（事前収録の1時間番組）では、関西テレビの現職アナウンサーから基本として2名が日替わりでパーソナリティを務めているほか、一部の回でラジオ大阪の現職アナウンサー（藤川貴央など）をゲストやパーソナリティに迎えていた。ちなみに、『カンテら!』で頻繁にパーソナリティを務めていた堀田篤は、番組終了の半年後（藤川が夏季休暇を取得していた2022年9月）に「カンテレアナウンサー」としてラジオ大阪で3日間にわたって『藤川貴央のニュースでござる』（本来は藤川が単独で進行している平日早朝の生ワイド番組）のパーソナリティ代理を任された。
なお、京都放送（KBS京都）が「近畿放送」時代の1970年（昭和45年）にテレビの本放送を開始するまでは、同社と報道協定を結ぶ京都新聞のテレビ番組表で、関西テレビの番組表のスペースを他の在阪局よりも大きく取っていた。また、KBSとの資本関係を強化した直後には、KBS京都テレビで放送される番組に関西テレビのアナウンサーが出演する機会が強化前より増加していた。もっとも、KBS京都ラジオの番組へ出演した事例や、KBS京都のアナウンサーが関西テレビへの番組へ出演した事例はほとんどない。

## 放送技術概要、送信所・中継局等一覧

### デジタル放送概要

#### 送信所
生駒山送信所
大阪府東大阪市山手町2028番地
- 呼出符号(コールサイン) - JODX-DTV 関西テレビデジタルテレビジョン

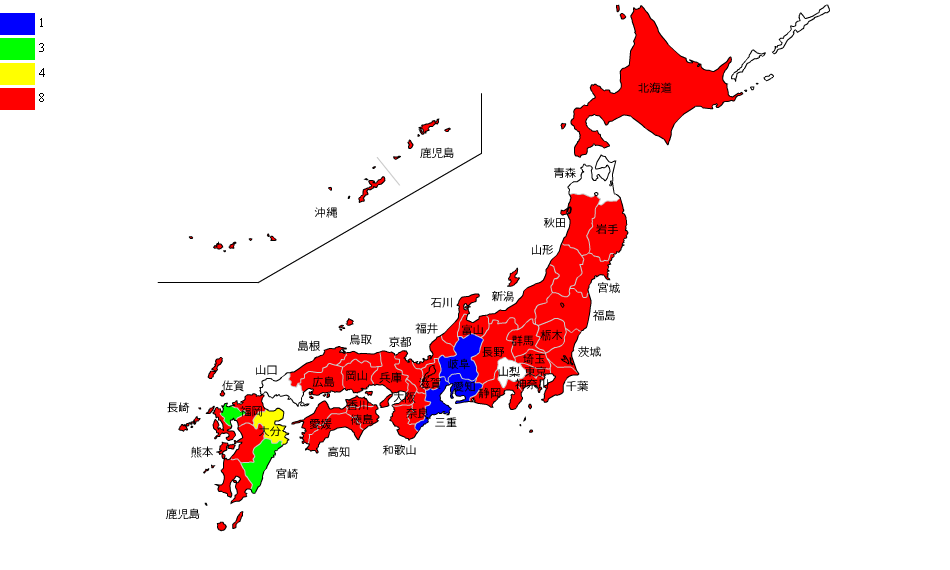
フジテレビ系列のリモコンキーID地図

- 物理 - 17ch
- リモコンキーID - 8

東海テレビ（「1」）・サガテレビ（「3」）を除くFNS系列フルネット24局で共通。
- 3桁 - 081、082、083、088（臨時用）、681（ワンセグ用）。
- 空中線電力3kW・実効輻射電力29kW（送信アンテナ移設前は30kW）（放送区域内世帯数 約580万世帯）
- UHF送信アンテナはデジタル放送開始当初、仙台放送の大年寺山親局（デジタル）、放送大学の東京タワー親局（アナログ）、四国放送の眉山送信所（デジタル）などと同じく、鉄塔から張り出す形でスキューアンテナを採用していたが、アナログ放送終了に伴って2012年に撤去されたVHF送信アンテナがあった場所に事実上移設する形でUHF送信アンテナが鉄塔部分の増築とともに設置された。

#### 中継局

##### 滋賀県
- 大津 17ch
- 彦根 17ch
- 甲賀 17ch
- 大津石山 48ch
- 甲賀大原 36ch
- 信楽 48ch

##### 京都府
- 京都 42ch
- 福知山 17ch
- 舞鶴 17ch
- 宮津 17ch
- 峰山 17ch
- 亀岡 17ch
- 中舞鶴 29ch （垂直偏波）
- 野田川 29ch （垂直偏波）
- 山科 42ch

##### 大阪府
- 柏原 17ch
- 岬深日 17ch
- 中能勢 17ch
- 西能勢 17ch

##### 兵庫県
- 神戸 17ch
- 姫路 17ch
- 北淡垂水 17ch （垂直偏波）
- 三木 17ch （垂直偏波）
- 神戸兵庫 17ch
- 西宮山口 17ch
- 香住 17ch
- 城崎 17ch
- 龍野 17ch
- 福崎 17ch
- 西脇 17ch
- 猪名川 40ch
- 市島 34ch
- 姫路西 17ch （垂直偏波）
- 篠山 17ch
- 氷上 17ch
- 和田山 17ch （垂直偏波）
- 八鹿 29ch （垂直偏波）
- 日高 29ch
- 山崎 29ch
- 一宮安積 34ch
- 神戸妙法寺 39ch （垂直偏波）
- 赤穂 17ch （垂直偏波）
- 相生 17ch
- 川西けやき坂 17ch
- 中町 32ch
- 浜坂 42ch
- 長田 39ch
- 神崎 44ch
- 相生若狭野 17ch
- 佐用 34ch
- 青垣 34ch
- 南淡 17ch

##### 奈良県
- 栃原 41ch
- 三郷立野 44ch （垂直偏波）

##### 和歌山県
- 和歌山 17ch
- 紀ノ川 17ch （垂直偏波）
- 海南 17ch
- 御坊 17ch
- 吉備 17ch
- 有田 17ch
- 橋本 44ch （垂直偏波）
- 田辺北 48ch
- 田辺 17ch
- 南部川 48ch
- 下津 17ch
- 新宮 17ch
- 串本 17ch
- 由良 48ch
- 印南切目 41ch

### アナログ放送概要
2011年（平成23年）7月24日終了時点
- JODX-TV
- 映像10kW、音声2.5 kW
- 生駒山送信所 8ch
  - 滋賀・京都北部・兵庫北部・兵庫西部・和歌山、山間部などを除き多くがこのチャンネルで受信。UHF中継局で受信される場合もチャンネルポジションを「8」に設定される。
  - アナログ親局8chを使う日本の民放はFNN・FNS系列のフジテレビ、本局、沖縄テレビ（OTV）、NNN・NNS系列の高知放送の4局である。
  - 他の在阪広域局同様、このチャンネルが地上デジタル放送のリモコンキーID「8」を決定的にした。結果的に、在阪広域局では関西テレビだけが在京広域局と同じリモコンキーIDになった[注釈 37]。

#### 中継局

##### 大阪府
- 柏原 58ch
- 枚方尊延寺 57ch（垂直偏波）
- 岬深日 58ch

##### 滋賀県
- 大津 40ch
- 大津石山 37ch
- 信楽 37ch
- 甲賀 59ch
- 彦根 60ch

##### 京都府
- 山科 58ch
- 亀岡 37ch
- 福知山 60ch
- 舞鶴 59ch
- 中舞鶴 39ch（垂直偏波）
- 宮津 37ch
- 野田川 38ch（垂直偏波）
- 峰山 38ch
- 網野浜詰 38ch（垂直偏波）

##### 兵庫県
- 神戸 43ch[注釈 38]
- 神戸灘 58ch
- 神戸妙法寺 58ch（垂直偏波）
- 神戸兵庫 60ch
- 神戸長田 42ch
- 北淡垂水 59ch（垂直偏波）
- 西宮山口 59ch
- 日高 59ch
- 猪名川 39ch
- 三木 40ch （垂直偏波）
- 龍野 40ch
- 姫路 60ch
- 姫路西 37ch（垂直偏波）
- 赤穂 60ch（垂直偏波）
- 西脇 60ch
- 和田山 60ch（垂直偏波）
- 城崎 60ch
- 香住 37ch
- 篠山 37ch
- 氷上 37ch
- 相生 37ch
- 相生若狭野 57ch
- 山崎 37ch
- 福崎 37ch
- 八鹿 38ch（垂直偏波）
- 佐用 39ch

##### 奈良県
- 生駒あすか野 39ch（垂直偏波）
- 栃原 37ch
- 吉野 38ch

##### 和歌山県
- 和歌山 46ch
- 紀ノ川 59ch（垂直偏波）
- 御坊 59ch
- 下津 59ch
- 由良 60ch
- 吉備 60ch
- 海南 60ch
- 田辺 60ch
- 橋本 29ch（垂直偏波）
- 有田 39ch
- 串本 59ch
- 新宮 40ch

## エリア放送
扇町スクエア内に地上一般放送局1局を設置 しフルセグおよびワンセグ放送を実施していた。
| チャンネル 番号 | 免許人                  | 局名              | 呼出符号     | 周波数        | 空中線電力 | ERP   | 業務区域                                        |
| --------------- | ----------------------- | ----------------- | ------------ | ------------- | ---------- | ----- | ----------------------------------------------- |
| 29ch            | 関西テレビ放送 株式会社 | KTV扇町エリア放送 | JOXZ7AB-AREA | 569.142857MHz | 10mW       | 4.5mW | 関テレ扇町スクエアー1F アトリウム及び扇町公園内 |

## 区域外再放送
毎日放送・朝日放送テレビを区域外再放送している福井県（若狭・嶺南地方）では、同一系列の福井テレビがあるため一切実施されていない。

### 三重県
- アドバンスコープ
- 伊賀上野ケーブルテレビ（ICT）
- ZTV（東紀州（紀南）地域のみ）

### 徳島県
- 阿波市ケーブルネットワーク
- 石井町有線放送農業協同組合（IHK 石井CATV）
- エーアイテレビ
- 上板町有線テレビ（KCI）
- ケーブルテレビあなん
- ケーブルネットおえ
- ケーブルテレビ徳島（テレビトクシマ）
- 国府町CATV（KBC）
- テレビ阿波
- テレビ鳴門
- 徳島県南メディアネットワーク（MTC）
- 徳島中央テレビ（JCTV）
- 那賀町ケーブルテレビ（WHK）
- 東阿波ケーブルテレビ（e-あわネット）
- ひのき（CUEtv）

その他、三好市では岡山放送が区域外再放送されている。

## ロゴマーク
開局当初は、ロゴは特に設定されておらず、社名表記、コールサイン、8の表記はゴシック体、ブーメランをモチーフにしたものにゴシックのイタリックで「KTV」のロゴ が組み込まれたものが表示されていた程度であった。
1964年8月より、同局のアナログ放送のチャンネル番号である「8」を図式化したロゴマーク（早川良雄の作）を使用。局の社章および社旗などに使用されている。
ちなみに、関西テレビのキー局であるフジテレビは、現在の目玉マーク登場（1986年）以前に「8」をモチーフとしたマーク（通称・8マーク。亀倉雄策の作）をシンボルマークとして社章・社旗などに使用していた。また、同じFNS系列で沖縄県の沖縄テレビでも、同じく8をモチーフとしたマークが使用されている。ただしフジは曲線基調、関西テレビは直線基調、沖縄テレビは直線ベースながら曲線も取り入れたデザインと各局差別化がなされていた。
2015年（平成27年）3月30日からは放送・広報向けのロゴは「8 カンテレ」に変更・統一された。「カンテレ」はシルバーのゴシック体を基調として、上下回転されたピンク色の「8」のロゴは動き出したKTV（カンテレ）の姿と、「カ」の「/」となっているピンク色のはらいの部分は、キャッチコピーにも使われている「超えろ。」を表現している。ただし、『情報プレゼンター とくダネ!』→『めざまし8』等の制作協力局のクレジットロゴは、2015年4月以降も企業の正式ロゴとして存置された「関西テレビ」の従来からのロゴが使用されている。また、「関西テレビ」・「KTV」ロゴは関西テレビの番組『よ〜いドン!』のコーナー「となりの人間国宝さん」にて人間国宝さん認定時に、現在でも使用されている。なお、就活生向け資料の表紙では2015年9月時点でも同様となっているが、愛称は変更後の「カンテレ」となっている。さらに一部の中継車の全面には現在も従来の8マークが書かれており、ベリカードは現在も従来の8マークと関西テレビのロゴが使われている。また、一部の子会社でも従来の8マークを使用したロゴが残されている。

2021年の日本シリーズはオリックス主管分もフジテレビ主導の制作（番組の著作・全国配信・スポンサーセールス・スコア表示などをフジテレビが担当）となり、関西テレビは制作協力団体の扱いとなったが、第1戦では制作協力のクレジットが地上波では「関西テレビ」の正式ロゴが、フジテレビONEでは「8 カンテレ」の愛称ロゴが使われた。

初代ロゴ（1958年 - 1964年）
2代目ロゴ（1964年8月 - 2015年）

## 情報カメラ設置ポイント
- 大阪府
  - 扇町本社、阪急32番街（阪急グランドビル）、大阪港、大阪空港（伊丹空港）、関西国際空港（第1滑走路・第2滑走路）。
- 兵庫県
  - 三宮（ミント神戸屋上）、宝塚市、明石海峡大橋（舞子ビラ）、姫路城（山陽百貨店屋上）、城崎温泉（来日岳）。
- 京都府
  - 京都ホテル、舞鶴市。
- 奈良県
  - 近鉄奈良駅前（近鉄高天ビル屋上）
- 和歌山県
  - 和歌山城、白浜海岸、潮岬、串本町
- 徳島県[注釈 40]
  - 徳島駅前

※ 滋賀県のみお天気カメラが設置されていない。
梅田の情報カメラは、カメラアングルにより毎日放送本社が映る。『FNN Live News days』放送時、全国ニュースが終わり関西ローカルのニュースが始まる前に映るときがある（アイキャッチ動作丸ごと連動）。

## スタジオ

### 扇町本社内
- なんでもアリーナスタジオ（1階、200坪[注釈 41]）※一般出入り口の絵は、ハチエモンと生き物仲間だけ：『ウラマヨ!』
- 第1スタジオ（6階、155坪）：『よ〜いドン!』『旬感LIVE とれたてっ!』『カンテレ通信』『桃色つるべ』
- 第2スタジオ（6階、155坪）：『マルコポロリ!』『モモコのOH!ソレ!み〜よ!』
- 報道スタジオ（7階、90坪）：『newsランナー』『FNN Live News days（平日版の関西ローカルパート）』『FNN Live News イット!（週末版の関西ローカルパート）』 ※『BSフジLIVE プライムニュース』（BSフジ）『日曜報道 THE PRIME』（フジテレビ）『Mr.サンデー』（東京支社とフジテレビの共同制作）向けのリモート出演などでも使用[注釈 42]

現在の本社の正面玄関には2010年（平成22年）12月まで火曜10時枠連続ドラマの大型ポスターが掲示されていたが、2011年（平成23年）1月1日に番組宣伝の街頭ビジョンが設置された。

### 西天満旧社屋
- 大阪府大阪市北区西天満6丁目5番17号

現社屋への移転後改装され、「デジタルエイトビル」（屋上の鉄塔には以前の名残として「8」マークが残されていたが後に撤去）と称して、旧社屋内の4つのテレビスタジオのうち第1、第2スタジオのみを貸しスタジオ（エイトスタジオ）として継続使用していた。建物自体の老朽化などを理由として2011年に閉鎖の後に解体され、2022年現在はtimesによる時間貸し駐車場となっている。

## アナウンサー
公式ホームページ上”8カンテレannouncers"において出身地や血液型 など簡略なプロフィールを記載。所属部署のコンテンツデザイン局アナウンス部では、わかぎゑふの演出・一部のアナウンサーの出演による「カンテレアナウンサー朗読会」を、「なんでもアリーナ」での有料（当初は一般向け→現在は「カンテレfriends」への登録者限定）イベントや関西テレビYouTube公式チャンネルからのライブ配信企画として年に1回のペースで開催している。
2018年からは、現職アナウンサー総出演の特別番組を、年に1回のペースで日曜日の深夜（2021年の第5弾では土曜日の午後）に編成（第1弾からカンニング竹山が「アナウンス局長」、第5弾からはぺこぱの松陰寺太勇・シュウペイもそれぞれ「局長秘書」「危機管理官」という架空の役職で登場）。谷元星奈の新卒採用が内定していた同年と、山本大貴・舘山聖奈の新卒採用が内定していた2020年には、正式入社前のお披露目を兼ねて2月に放送していた。
2021年度には、坂元龍斗・高橋真理恵を除く当時の現職アナウンサー21名から、基本として2名が『カンテら!』（事前収録によるラジオ大阪の深夜番組）のパーソナリティを日替わりで担当。谷元以降に入社したアナウンサーは、「習うより慣れろ」という方針の下で、入社式の直後（新人研修の期間中）から自社制作番組へのレギュラー出演を始めている。

### 現職
入社年順に表記。

#### 男性
- 1989年 大橋雄介（コンテンツデザイン局アナウンス部長）
- 1992年 豊田康雄（コンテンツデザイン局アナウンス部次長）
- 1995年 若田部克彦（コンテンツデザイン局アナウンス部企画担当部長）
- 1997年 岡安譲（コンテンツデザイン局アナウンス部次長）
- 2001年 林弘典
- 2005年 吉原功兼
- 2006年 堀田篤（コンテンツデザイン局アナウンス部主事）
- 2007年 川島壮雄
- 2014年 石田一洋（コンテンツデザイン局アナウンス部主事）
- 2016年 服部優陽
- 2020年 山本大貴
- 2024年 秦令欧奈
- 2025年 西中蓮

#### 女性
- 1988年 関純子（コンテンツデザイン局アナウンス部専門部長）
- 2000年 藤本景子
- 2003年 村西利恵（コンテンツデザイン局アナウンス部主事）
- 2009年 高橋真理恵 ※2021年3月中旬から産前産後休暇を取得した後に復帰したが、2024年1月から休暇中。
- 2010年 中島めぐみ
- 2015年 竹上萌奈（コンテンツデザイン局アナウンス部主任）
- 2018年 谷元星奈
- 2020年 舘山聖奈 ※2024年2月下旬から産前産後休暇を取得中。
- 2021年 橋本和花子
- 2024年 田中友梨奈

### 元アナウンサー
※はアナウンス部長経験者。●は故人（在職中に死去した人物も含む）。

#### 男性
- 1958年 
  - 松本暢章※●（ - 1991年定年退職、1998年3月に死去）
- 1959年
  - 熱田敏弘（→フリーアナウンサー、大阪芸術大学で教鞭を執っていた事もある）
- 1962年 
  - 鈴木紘夫（テレビ宮崎への出向を経て、関西テレビへ復帰）
  - 杉本清（ - 1997年定年退職、1960年よりアルバイトで入社。定年後はアライバル所属のフリーアナウンサー、フリー後も競馬関連が多い）
  - 塩田利幸●（ - 1999年定年退職、定年後はフリーアナウンサー、2016年9月に死去）
- 1964年 
  - 鈴木正勝（ - 1998年）　
  - 鈴木敏郎※（ - 2001年定年退職）
- 1967年
  - 杉浦治男
  - 出野徹之（FNNの海外特派員を務めた後、大阪センチュリー交響楽団（現・日本センチュリー交響楽団）事務局長に就任。2021年7月1日現在、同楽団評議員[82]）
- 1969年
  - 桑原征平（ - 2004年定年退職、他業種からの中途採用で入社。定年後は、テレビ番組限定の専属契約を経て、朝日放送ラジオの番組パーソナリティを中心にフリーアナウンサーとして活動。種智院大学の客員教授で、大阪芸術大学でも10年間教鞭を執った）
  - 杉山一雄※（ - 2006年定年退職、フリーアナウンサー、定年後も2011年7月まで専属パーソナリティーとして番組に出演）
- 1974年
  - 馬場鉄志（ - 2010年定年退職、フリーアナウンサー〔関西テレビとの出演者契約〕。その後CS放送・フジテレビNEXT ライブ・プレミアムでのサッカー中継を中心に出演）
  - 岡本栄（ - 2011年定年退職、2024年まで地元の三重県伊賀市長。定年後も、2012年秋に同市長選挙へ出馬するまで嘱託扱いで子会社に在籍）
- 1978年 
  - 毛利八郎※（ - 2011年、スポーツ局長を経て嘱託の形で2020年3月までアナウンス部に在籍）
- 1982年
  - 岡林豊明（ - 2003年、スポーツ局スポーツ部長などを経て現在は東京支社総務部担当部長）
- 1983年
  - 梅田淳（ - 2004年、フリーアナウンサー）
- 1985年
  - 山本浩之（ - 2013年、2020年度入社の山本大貴の実父[83]で、退職を機にフリーアナウンサーへ転身。転身前から転身後の2013年9月まで『FNNスーパーニュースアンカー』のアンカーマンを務めていた）
- 1986年
  - 石巻ゆうすけ※（ - 2018年、営業局への異動を経て関西テレビ青少年育成事業団事務局長）
- 1991年
  - 山田恭弘（ - 2017年、スポーツ局所属。2022年からは同局へ所属したまま、アナウンサー時代と同様に、『J SPORTS STADIUM』のオリックスバファローズ主催公式戦中継でベンチリポートやヒーローインタビューを担当）
- 2008年
  - 坂元龍斗（ - 2025年、フリーアナウンサー。YouTuber）
- 2012年
  - 新実彰平（ - 2024年、同年9月まで勤務した後に、2025年執行の第27回参議院議員通常選挙で、日本維新の会の公認候補として京都府選挙区から出馬することを表明）
- 早見昭彦
- 中村東助※（初期のアナウンス部長）
- 毛利功（もうり・こう、在職中に『テレビナイトショー』火曜日の司会などを担当）

#### 女性
- 1965年
  - 山室洋子（ - 1968年3月、結婚後の本名である「植田洋子」として箕面FMの番組で1995年の開局当初からパーソナリティを担当。2022年3月30日未明の『カンテら!』最終回にゲストで出演）
- 1987年
  - 片山三喜子（ - 2024年定年退職。2005年の異動後に、編成局宣伝部の専任部次長やCM部長などの要職を定年まで務めていた。その一方で、厚生労働省指定の難病を発症したことを機に、在職中からメンタルコーチとしての活動を社外で展開）
- 1988年
  - 中島優子（ - 2006年、総務局人事部）
- 1993年
  - 吉岡美賀子（ - 1997年、母校神戸松蔭女子学院大学の非常勤講師）
  - 藤岡由佳（ - 1998年、フリーアナウンサー）
- 1997年 
  - 杉本なつみ（ - 2023年6月、ビジネス本部コンシューマービジネス局イベント事業部[84]）
- 2006年
  - 山本悠美子
- 2015年
  - 竹﨑由佳（ - 2017年5月、同年6月に新卒扱いでテレビ東京へ移籍[85]）
- 北添尚子
- 亀井久代
- 麻生妙子
- 佐野真由美（九州朝日放送から移籍、その後東京12チャンネル（現在のテレビ東京）に移籍）

### その他のアナウンサー
- 笹原秀夫（元アナウンス部長<2011.6 - 2014.6.22>報道出身の書家。視聴者情報部長を経て、定年退職。定年後は前述の岡本栄が三重県伊賀市長だった時期に同市の教育長へ就任）

## その他著名社員
- 佐野亜裕美（東京支社制作部のプロデューサーで、TBSテレビから2020年に移籍）
- 上田大輔（本社報道局の記者兼ディレクターで、2009年から大阪弁護士会に登録されている弁護士）

## 関連企業
出典

### 子会社
一部の社名や団体名は2015年3月以前の"8"マークや"KTV"のロゴを引き続き使用している。
- 関西テレビライフ
- メディアプルポ
- 関西テレビハッズ
- 関西テレビソフトウェア
- レモンスタジオ
- ウエストワン
- セントラルテレビジョン
- ウエルネスライフ
- 公益財団法人関西テレビ青少年育成事業団
- （事業清算）
  - エイトプロダクション
  - メディアワークス - 角川書店グループの企業「メディアワークス」（現 アスキー・メディアワークス）と同じ社名だが関連は無い。

### その他のグループ企業・関係放送事業者
その他のグループ企業については「阪急阪神東宝グループ」の項目を参照。また、関係放送事業者については「FNN」又は「フジネットワーク」の項目を参照。
- 阪急阪神東宝グループ
  - 阪急電鉄
  - 宝塚歌劇団
  - 阪神電気鉄道
  - 阪神甲子園球場
  - 阪神タイガース
  - 東宝
  - 東宝芸能
  - 国際放映
- フジサンケイグループ
  - フジ・メディア・ホールディングス
    - フジニュースネットワーク（FNN）
      - フジネットワーク（FNS）

    - フジテレビジョン
    - BSフジ
    - ポニーキャニオン
    - 岡山放送（準大口出資。23.40%）
    - テレビ新広島（準大口出資。11.85%）
    - テレビ愛媛（準大口出資。20.00%）
    - テレビ長崎（準大口出資。16.33%。なおNNN・FNNクロスネット時代の名残で、読売新聞グループ本社（19.83%）が筆頭株主。）
    - 長崎国際テレビ（日本テレビ系列局。準大口出資。9.00%）
    - テレビ熊本（準大口出資。10.33%）
    - テレビ大分（日本テレビ系列・フジテレビ系列とのクロスネット局。読売新聞グループ本社と同比率の大口出資（19.90%）。）
    - テレビ宮崎（フジテレビ系列メインで、日本テレビ系列・テレビ朝日系列とのトリプルネット局。大口出資かつ筆頭株主（19.40%）。）
    - 鹿児島テレビ放送（準大口出資。8.50%）

  - 産業経済新聞社
    - 産経新聞
    - サンケイスポーツ
    - ラジオ大阪

  - 文化放送（大株主）
- 設立母体（現在は京都放送以外は関係が薄い）
  - 産業経済新聞社
  - 京阪神急行電鉄
  - 京都新聞社
  - 京都放送（経営危機で会社更生法を申請した際、割り当て増資による出資を引き受け関係強化）
  - 神戸新聞社
  - ラジオ関西

## 主催イベント
- キンダーフェスティバル
- 3000人の吹奏楽
- アマチュアトップコンサート
- 大阪国際女子マラソン
- ACNチャンピオンシップゴルフトーナメント
- MAGMA30（開局30周年記念イベント/1989年）
- アスメディア88祭り（開局35周年記念イベント/1993年）

### 関西テレビの冠が付くイベント
- 関西テレビ放送賞ローズステークス（阪神競馬場開催）

## 不祥事

### 放送倫理・番組向上機構における人権侵害紛争
関西テレビの番組である『たかじん胸いっぱい』の2005年（平成17年）6月25日の放送で杉田かおるがゲスト出演し、面白可笑しく脚色し、結婚生活や離婚騒動について語った。このことに関し、元夫の鮎川純太が、人権侵害を受けたとして訂正放送や謝罪を要求。関西テレビは「取消し・謝罪放送を行う必要は無い」として鮎川の要求を拒否。鮎川はこれに対し、放送倫理・番組向上機構（BPO）の人権委員会に人権救済の申立てを行った。
委員会は検討の結果、2006年（平成18年）3月に、関西テレビが鮎川の名誉とプライバシーを侵害した事を認定し再発防止に向けて放送事業者としての制作体制の整備を行うよう、勧告する処分を下した。「勧告処分」は人権委員会決定の中で最も重いもので、重大な人権侵害事件が発生する時にのみ下される。
なお、バラエティ番組においてBPOから人権侵害と認定された放送局は、関西テレビが初めてであった。この認定を機に番組制作体制の立て直しが求められていたが、後継番組の『胸いっぱいサミット!』についても、2020年（令和2年）1月にBPOから放送倫理違反があったと認定された。

### 『発掘!あるある大事典II』における捏造事件
2007年（平成19年）1月7日に放送された情報番組『発掘!あるある大事典II』において実験データの捏造や効果の誇張等番組制作上「やらせ」があったと記者会見を行った。
同放送回では「納豆」を特集し「納豆にダイエット効果がある。」と放送した。放送直後から全国各地のスーパー等食料品店において一時全国的に「納豆」が品薄となる現象が相次ぎ「新聞記事」になる程の反響を引き起こした。
ライブドアのPJニュースは放送前に内容が大手スーパーに通知されていたことを報道した。放送内容における問題点として「血液検査の捏造（実際は行っていない検査を捏造し、虚偽データを公表）」や「外国人研究者の発言とは異なる日本語訳のコメント付与」「痩身の比較写真の捏造（実験前後で別人物の写真を使用）」等が挙がっている。
関西テレビは調査委員会を立ち上げて原因究明にあたると発表。また、翌日1月21日に通常通り放送予定だった同番組を放送休止、『スタ☆メン』を1時間繰り上げて21時からの2部構成の放送（21:00 - 21:54, 22:00 - 23:15）とし、冒頭の5分間、同局の毛利八郎アナウンサーが番組内での制作の経緯などを説明した。
このことを受けて、1月22日、『花王名人劇場』（1979年（昭和54年）10月7日開始）以来27年3か月2週間に渡って一社提供を続けてきた花王石鹸→花王が一社提供から降板することが決まった（ヒッチハイクのスポンサーも降板）。翌1月23日には同番組の打ち切りが決定し、同時に制作局長の解職、千草宗一郎社長の役員報酬カットなどの処分も発表された。しかし、この処分については「甘すぎる」という批判が各方面から出てきている。また、総務省の調査結果次第では千草の引責辞任、関西テレビの筆頭株主であるフジ・メディア・ホールディングスからの役員などの多人数の送り込みも考えられ、予断を許さない情勢になってきていたという。
2007年（平成19年）3月27日、民放連は関西テレビを除名する方針を固め、4月19日の民放連総会で正式に除名処分にした。民放連の除名は静岡第一テレビに次いで2例目で、準キー局では初めてとなった。除名により、関西テレビは民放連行事には一切参加できない、特に民放連加盟社とNHKで構成される「ジャパンコンソーシアムからも外れた事になるため、オリンピックやFIFAワールドカップの放送が一切できない（放送権がない）」など、経済的に大きな損失を伴うこととなった。関西テレビの民放連復帰には、関西テレビが再発防止を実行しているか、他の在阪民放局（毎日放送など）の判断によって決めるということとなった。フジテレビ制作の北京オリンピック中継をほかの在阪準キー局や独立テレビ放送局で振替放送することも検討したが、番組編成などの理由で関西の地上独立テレビ放送局を含む他の関西地区の放送局がフジテレビ制作の北京オリンピック中継を振替放送するのは難しいことから、関西の民放連加盟全18局は関西テレビの民放連一時復帰を提案し、捏造事件が発覚してから約1年後の2008年（平成20年）4月17日、民放連は緊急理事会で関西テレビの条件付き再入会を認める事を決定し、関西地方でのフジテレビ制作の北京オリンピック中継が見られなくなる事態が回避された。
2008年10月9日に開催された近畿地方の民放19社で構成する「近畿民放社長会」の会合で関西テレビの会員活動停止措置の解除を求めることを提案、同年10月27日に行われた民放連の理事会で会員活動停止措置の解除が正式に決定し、関西テレビは1年8か月振りに民放連に完全復帰した。なお放送倫理・番組向上機構も同時に除名されたが、2007年（平成19年）6月22日に再加盟を認められている。
総務省は3月30日、放送法に違反したとして総務大臣名で関西テレビに対して、行政指導としては最も重い「警告」を行なった。菅義偉総務大臣（当時）は、今後も放送法違反が見られたら電波停止もありうることも示唆した。なお、「あるある - 」を同時ネットしたフジテレビと系列26局（時差ネットで放送されていたテレビ大分も含む）に対する行政指導は見送った。同日、フジテレビの村上光一社長（当時）は定例会見で、全国放送番組での捏造だった経緯から、関西テレビが総務省から受けた警告処分をネット局全局で受けたものと認識させるため、「関西テレビの再生を系列局あげて支援すべき」方針を発表し、同時にFNSの関西テレビへの会員活動停止などの処分を見送る方針を明らかにした。
2007年（平成19年）4月3日、関西テレビは臨時の取締役会を開催し、千草宗一郎社長は正式に社長職を辞任し、取締役に降格した。後任の社長には関西テレビ常務取締役の片岡正志の就任が発表された。同日夜22:00 - 23:09に検証番組「私たちは何を間違えたのか 検証・発掘!あるある大事典」が毛利八郎・関純子アナの司会によりFNS27局ネット（番組をネットしていなかったテレビ宮崎は除く）で放映された。同年5月23日、同月30日の取締役会をもって千草宗一郎前社長他に一部の取締役が退任（千草は相談役に退く見込み）、また執行役員制度を導入し役員数を削減するとの報道があった。
この事件を受けて、BPOには放送倫理検証委員会が新設された。奇しくも同委員会では、『胸いっぱいサミット!』における出演者の発言の扱い（詳細後述）について、2020年（令和2年）1月に放送倫理違反があったと認定している。

### その他の不祥事
- 1971年（昭和46年）12月24日 - 『4時だぜ!飛び出せ!!わいわいワイド』（「公開放送による日本初の子ども向けワイドショー」として毎週金曜日の夕方4時台に編成されていた人気番組）の「クリスマス大会」を放送する予定だったSABホールで、本番前にエントランスの階段で「スタジオ・メイツ」（番組の観覧・参加を認められていた会員）による将棋倒し事故が発生。「スタジオ・メイツ」であった33人の児童が重軽傷を負った。「クリスマス大会」の放送自体はこの事故でタイトルを急遽『おわびショー』に変更し、急遽観覧を中止して非公開に切り替えて実施されたものの、事故に加えて主催者の管理不備（整理券を配布せずに「スタジオ・メイツ」を待たせていたことなど）が翌25日から新聞などで大きく報じられた。この事故は近畿地方を代表する雑踏事故として知られていて、かつては関西テレビ公式サイトの「会社沿革」ページでも前述の不祥事とともに明記されていた[90]（2022年秋のページリニューアルで記載終了）。『4時だぜ!飛び出せ!!わいわいワイド』については、後に放送枠を毎週日曜日の夕方4時台に移動。制作体制を見直したうえで、1973年3月まで放送された。
- 2004年（平成16年）11月12日 - 新潟県中越地震で、関西テレビの記者が被災した小千谷市塩谷地区の住民の一時帰宅に際し、ボランティアを装って取材していた。小千谷市災害対策本部は事前に取材自粛を申し入れていた。市の抗議を受けた関西テレビは謝罪し、撮影したテープを放送しないと約束した。
- 2006年（平成18年）11月15日午後11時放送予定の『グータンヌーボ』が番組開始から午後11時2分34秒まで放送されず、関西テレビでは画面がカラーバー状態50秒間、その後「しばらくそのままでお待ち下さい。」というお詫び画面が表示されていた。番組のメインスポンサーである帝人のCM30秒分と提供クレジットに表示されていない花王のCM30秒に加えて本田技研工業のCM20秒分を含む2分34秒間放送されていなかった。原因は20時14分に千島列島中部付近震源の地震で発表された津波警報・津波注意報によるテレビ放送中継業務回線の混乱[注釈 44]。なお、同番組中は他局で字幕インポーズで表示していた津波警報・津波注意報の表示もされていなかった。（テレビ西日本は表示。）
- 2013年（平成25年）7月5日、バラエティ番組『SHINPUU3 奇跡の確率』（同年7月26日未明放送）の収録が大阪市内の格闘技道場において行われ、この際に目隠しをされた状態でプロレスラーなどからビンタを受け、ビンタをしたのが誰かを当てる企画を実施したが、出演者のうち、GAG少年楽団の福井俊太郎と坂本純一、コマンダンテの安田邦祐の計3人が脳震盪や鼓膜損傷などの怪我を負った。関西テレビは、当該企画について放送を取り止めた[91]。
- 2014年（平成26年）2月、単発バラエティ番組『千原ジュニアの更生労働省 元ヤン芸人がダメ人間に喝!』（同年3月16日放送）の企画「人生の目標を見失いかけた若者5人を集めてカーリングのチームを組み、1か月間、共に練習し、小学生の強豪チームに挑戦する」の中で、メンバーの1人の家族として登場した人物が実際の家族とは違う人物だったことが放送後に発覚した。収録時、家族のスケジュールが合わなかったため、制作スタッフが別人に出演を依頼しその人物を家族として出演させていたということで、関西テレビは事実と異なる内容を放送したために視聴者の皆様の信頼を裏切ることになったとして、同年5月4日の17時25分から5分間の謝罪番組を放送した[92]。
- 2016年（平成28年）4月17日朝、熊本地震の現地取材にあたっていた関西テレビの中継車両が、菊陽町のガソリンスタンドで給油待ちをしている長い車列の途中に割り込み給油していたことが発覚した。翌18日、関西テレビは公式Webサイト上で謝罪文を掲載し、夕方の報道番組内（生放送）で謝罪を行なった[93]。
- 2019年（平成31年・令和元年）4月6日および5月18日に放送された『胸いっぱいサミット!』で、出演者の岩井志麻子が「（韓国人は）手首を切るブスのようなものだ」などとの発言を繰り返した。いずれの放送回も事前に収録されていたが、民族差別や女性差別とも取れる上記の発言を関西テレビが2回とも編集せずに放送したことを巡ってSNSなどで批判が続出した[94]。関西テレビでは、6月22日の同番組冒頭で関純子（本来は出演していないアナウンサー）が局を代表して謝罪した映像を放送した[95] うえで、収録から謝罪に至るまでの経緯を放送倫理・番組向上機構（BPO）に報告した。報告を受けたBPOでは7月12日に審議入りを決定した。関係者からのヒアリングなどを実施した結果、民放連放送基準「（5）人種・性別・職業・境遇・信条などによって取り扱いを差別しない」「（10）人種・民族・国民に関することを取り扱う時は、その感情を尊重しなければならない」および、関西テレビの放送倫理規範である「番組制作ガイドライン」内の規定（「すべての人は人種、皮膚の色、言語、宗教、などによって差別を受けることは許されることではありません」）などにおいて、2回の放送とも放送倫理に違反するものだったと認定した[86]。なお、関西テレビでは上記の認定後も『胸いっぱいサミット!』の放送を続けてきたが、日本国内における2020年からの新型コロナウイルス感染拡大などの影響で収益が悪化していることなどを背景に2021年（令和3年）3月末で終了した。
- 2022年（令和4年）12月10日、外部スタッフが関西テレビで放送を予定していた番組の素材（ロケーション撮影映像などを収録）が入った外付けハードディスク（HDD）を紛失していたことが明らかになったとして、同月14日に謝罪した。なお、この2日前（同月12日）には同じ在阪局の読売テレビも番組素材を紛失していたことが判明したとして謝罪しているが、2つの事故は同じ外部スタッフによるもので紛失したHDDに関西テレビと読売テレビの番組素材が一緒に収録されていたとしている[96][97]。